# (10807) Uggarde
(10807) Uggarde (1993 FT4) – planetoida z pasa głównego asteroid okrążająca Słońce w ciągu 5,63 lat w średniej odległości 3,16 j.a. Odkryta 17 marca 1993 roku.